# Antonio Negrini
Antonio Giuseppe Negrini (Molare, 28 januari 1903 - Molare, 25 september 1994) was een Italiaans wielrenner.

## Carrière
Hij was prof van 1926 tot 1938 en won onder andere de Ronde van Lombardije in 1932. Hij werd in 1927 derde in de Ronde van Italië en droeg in 1930 één dag de roze trui, een ritzege ontbreekt op het palmares van de renner die in dezelfde ploeg als Costante Girardengo, Learco Guerra en Gino Bartali heeft gereden. Negrini nam in 1924 deel aan de ploegentijdrit op de Olympische Zomerspelen, hier eindigde de ploeg als vijfde.

## Belangrijkste resultaten
1926
2e plaats Ronde van Lombardije
1927
3e plaats Ronde van Italië
3e plaats Ronde van Piëmont
3e plaats Ronde van Lombardije
1928
Winnaar Ronde van Romagna
2e plaats Italiaans kampioenschap
1929
Ronde van Piëmont
2e plaats Italiaans kampioenschap
3e plaats Ronde van Romagna
4e plaats Ronde van Italië
1930
6e plaats Ronde van Italië
1931
12e plaats Ronde van Italië
1932
Winnaar Ronde van Lombardije

## Resultaten in voornaamste wedstrijden
| Jaar | Ronde van Italië | Ronde van Frankrijk | Ronde van Spanje |
| ---- | ---------------- | ------------------- | ---------------- |
| 1926 | opgave           |                     |                  |
| 1927 | ↑                |                     |                  |
| 1928 |                  |                     |                  |
| 1929 | 4e               |                     |                  |
| 1930 | 6e               |                     |                  |
| 1931 | 12e              |                     |                  |
| 1932 | 22e              |                     |                  |
| 1933 |                  |                     |                  |
| 1934 |                  |                     |                  |
| 1935 | opgave           |                     |                  |
| 1936 |                  |                     |                  |
| 1938 | opgave           |                     |                  |

| Jaar | Milaan-San Remo | Ronde van Lombardije |
| ---- | --------------- | -------------------- |
| 1926 |                 | Zilver               |
| 1927 | 6e              | Brons                |
| 1928 | 4e              |                      |
| 1929 |                 |                      |
| 1930 | 7e              | 8e                   |
| 1931 | 20e             |                      |
| 1932 |                 | Goud                 |
| 1933 | 7e              | 18e                  |
| 1934 | 42e             |                      |
| 1935 | 7e              |                      |
| 1936 | 24e             |                      |
| 1938 | 28e             |                      |

- Bibliothèque nationale de France: cb17072362f (data)
- Virtual International Authority File: 6200147605370057760002